# Демографија Републике Српске
У Републици Српској је просечна густина насељености 47 становника на 2, што је сврстава у ред ретко насељених европских региона. Уз то је, регионални размештај становништва веома неравномеран (нпр. Херцеговина 20 ст/km², а Посавина и Семберија 150 ст/km²), што представља додатни проблем за економски и укупни развој Републике Српске.

### Историја
Етнички састав СР БиХ 1948. године
Још у прошлом веку већинско становништво у Босни и Херцеговини је било православно, што показује и попис из 1865. године када је забиљежено 46,3% православних, 30,4% муслимана и 22,7% католика. Сличан однос у оквиру етничке структуре биљежи и посљедњи аустроугарски попис из 1910. године (43,4% православних, 32,3% муслимана и 23,3% католика). 
Већинско православно становништво забележено је и пописима у периоду између два светска рата (из 1921. и 1931. године).
У првим пописима у социјалистичкој Југославији 1948, 1951. и 1961. године на подручју СР БиХ Срби су били најбројнија етничка група. Према првом ванредном попису у социјалистичкој Југославији из 1948. године, од укупно 2.565.277 становника у БиХ, Срба је било 1.136.116, или 44,29% становника, Муслимана је било 788.403, или 30,73% становника, а Хрвата је било око 614.123, или 23,94% становника. Према првом редовним попису у социјалистичкој Југославији из 1961. године, од укупно 3.277.948 становника у БиХ, Срба је било 1.406.057, или 42,9% становника, Муслимана је било 842.248, или 25,7% становника, а Хрвата је било око 711.665, или 21,7% становника.
Попис из 1971. године први пут је показао да је измијењена етничка структура становништва бивше СР БиХ и да су Муслимани у њој постали релативна већина (39,6% Муслимани, 37,2% Срби и 20,6% Хрвати). Према последњем попису у СФРЈ 1991. године на подручју Социјалистичке Републике Босне и Херцеговине даље је порастао удео Муслимана на око 43,67%, а смањио се удео Срба на око 31,37%, или 1.369.258 Срба од укупно 4.364.574 становника у СР БиХ.
Према попису становништва Босне и Херцеговине из 1991. године број становника износио је 4.364.649. Од тога је Срба било 1.369.883 или 31,38%, Муслимана је било 1.905.274 или 43,65%, Хрвата је било 755.883 или 17,31%,Југословена је било 239.857 или 5,49%, а осталих етничких група 93.752 или 2,14%.
Године 1993. у ратним условима број становника на територији тадашње Републике Српске је процијењен 1.378.852.
1996. године је спроведен попис домаћинстава, избеглица и расељених лица. Тим пописом је регистровано 410.173 домаћинства и број укупног становништва је процењен на 1.391.593 становника.
2000. године је процењена популација од 1.469.182 становника.
- Етнички састав простора данашње Републике Српске по насељима 1961. године
- Етнички састав простора данашње Републике Српске по насељима 1981. године
- Етнички састав простора данашње Републике Српске по насељима 1991. године

- Етнички састав Републике Српске по општинама 1991. године (територијална организација из 2013. године)
- Етнички састав Републике Српске по општинама 1991. године (територијална организација из 2013. године)
- Удео Срба у Републици Српској по општинама 1991. године (територијална организација из 2013. године)
- Удео Муслимана у Републици Српској по општинама 1991. године (територијална организација из 2013. године)
- Удео Хрвата у Републици Српској по општинама 1991. године (територијална организација из 2013. године)

### Савремени подаци
Према процјени Завода за статистику Републике Српске укупан број становника Републике Српске за 2018. годину износи 1.147.902 становника.
| Процјене броја становника Републике Српске                                |         |         |           |
| Год.                                                                      | Мушки   | Женски  | Укупно    |
| 1998.                                                                     | 679.795 | 749.003 | 1.428.798 |
| 1999.                                                                     | 689.186 | 759.351 | 1.448.537 |
| 2000.*                                                                    | 695.194 | 733.705 | 1.428.899 |
| 2001.                                                                     | 704.197 | 743.280 | 1.447.477 |
| 2002.                                                                     | 708.136 | 746.666 | 1.454.802 |
| 2003.                                                                     | 706.925 | 745.426 | 1.452.351 |
| 2004.                                                                     | 705.731 | 744.166 | 1.449.897 |
| 2005.                                                                     | 704.037 | 742.380 | 1.446.417 |
| 2006.                                                                     | 702.718 | 740.991 | 1.443.709 |
| 2007.                                                                     | 700.754 | 738.919 | 1.439.673 |
| 2013.                                                                     | 572.298 | 598.881 | 1.171.179 |
| 2018.                                                                     | 560.595 | 587.107 | 1.147.902 |
| *Од 2000. године у процјене броја становника није укључен Брчко дистрикт. |         |         |           |

## Попис 2013. — подаци за Републику Српску
Због великог броја неправилности током обраде података, и приказаног броја у износу од 198.000 фиктивних становника Република Српска је одлучила да објави сопствене податке о броју становника за своју територију, који су једини валидни и признати резултати од стране власти и институција Републике Српске. Према подацима Републичког завода за статистику у Српској живи 1.170.342 становника од чега 598.530, или 51,14% жена и 571.812, или 48,86% мушкараца.

### Етнички састав
Етнички састав Републике Српске 2013. године
Од пописаног становништва 82,95% су се изјаснили као Срби, 12,69 као Бошњаци, 2,27 као Хрвати, док су 1,25% из реда осталих, то јест Срба је било 970.857, Бошњака је било 148.477, а Хрвата је било 26.509.
- Етнички састав Републике Српске по општинама 2013. године
- Етнички састав Републике Српске по општинама 2013. године
- Удео Срба у Републици Српској по општинама 2013. године
- Удео Бошњака у Републици Српској по општинама 2013. године
- Удео Хрвата у Републици Српској по општинама 2013. године

### Језички састав
Српским језиком говори 982.480 грађана Републике Српске, бошњачким 150.221, а хрватским језиком 17.315 грађана.
- Језички састав Републике Српске по општинама 2013. године
- Језички састав Републике Српске по општинама 2013. године
- Удео српског језика у Републици Српској по општинама 2013. године
- Удео босанског језика у Републици Српској по општинама 2013. године
- Удео хрватског језика у Републици Српској по општинама 2013. године

### Верски састав
Да су православне вјероисповјести изјаснило се 969.315 грађана, муслимана је 149.435, а католика 25.763.
- Верски састав Републике Српске по општинама 2013. године
- Верски састав Републике Српске по општинама 2013. године
- Удео православаца у Републици Српској по општинама 2013. године
- Удео муслимана у Републици Српској по општинама 2013. године
- Удео католика у Републици Српској по општинама 2013. године

### Број становника по јединицама локалне самоуправе
По попису становништва 2013. у Босни и Херцеговини, а према коначним подацима за Републику Српску које је издао Републички завод за статистику, у табели је приказан коначан број становника по јединицама локалне самоуправе.
| Општина/Град          | Становника | Срби    | Бошњаци | Хрвати | Остали | Неизјашњ. | Непознато |
| --------------------- | ---------- | ------- | ------- | ------ | ------ | --------- | --------- |
| Бања Лука             | 180.053    | 162.057 | 6.818   | 4.887  | 3.324  | 2.641     | 328       |
| Берковићи             | 2.041      | 1.873   | 155     | 11     | 1      | 0         | 1         |
| Бијељина              | 103.874    | 89.474  | 11.680  | 498    | 1.478  | 654       | 90        |
| Билећа                | 10.607     | 10.447  | 26      | 21     | 72     | 30        | 11        |
| Братунац              | 18.651     | 11.897  | 6.558   | 30     | 79     | 22        | 35        |
| Брод                  | 15.720     | 11.065  | 1.312   | 3.021  | 151    | 142       | 29        |
| Вишеград              | 10.118     | 8.942   | 895     | 32     | 53     | 19        | 177       |
| Власеница             | 10.657     | 7.190   | 3.360   | 29     | 29     | 20        | 29        |
| Вукосавље             | 4.363      | 1.448   | 2.025   | 698    | 146    | 32        | 14        |
| Гацко                 | 8.710      | 8.316   | 332     | 13     | 40     | 3         | 6         |
| Градишка              | 49.196     | 40.707  | 6.226   | 800    | 970    | 411       | 42        |
| Дервента              | 25.922     | 21.495  | 1.686   | 2.181  | 264    | 242       | 54        |
| Добој                 | 68.514     | 50.968  | 14.417  | 1.550  | 949    | 467       | 163       |
| Доњи Жабар            | 3.669      | 2.658   | 4       | 991    | 9      | 5         | 2         |
| Зворник               | 54.407     | 37.242  | 16.775  | 103    | 120    | 70        | 97        |
| Источна Илиџа         | 14.437     | 13.455  | 632     | 148    | 96     | 96        | 10        |
| Источни Дрвар         | 66         | 65      | 0       | 1      | 0      | 0         | 0         |
| Источни Мостар        | 244        | 153     | 78      | 11     | 0      | 0         | 2         |
| Источни Стари Град    | 1.116      | 1.059   | 41      | 6      | 7      | 2         | 1         |
| Источно Ново Сарајево | 10.401     | 10.028  | 44      | 102    | 163    | 61        | 3         |
| Језеро                | 1.039      | 779     | 251     | 6      | 1      | 1         | 1         |
| Калиновик             | 1.962      | 1.895   | 43      | 8      | 15     | 1         | 0         |
| Кнежево               | 9.368      | 8.886   | 413     | 24     | 37     | 4         | 4         |
| Козарска Дубица       | 20.681     | 18.144  | 1.883   | 261    | 219    | 162       | 12        |
| Костајница            | 5.645      | 4.117   | 1.276   | 82     | 42     | 66        | 2         |
| Котор Варош           | 18.361     | 12.730  | 4.516   | 852    | 129    | 115       | 19        |
| Крупа на Уни          | 1.560      | 1.555   | 3       | 2      | 0      | 0         | 0         |
| Купрес                | 293        | 292     | 0       | 0      | 0      | 1         | 0         |
| Лакташи               | 34.210     | 32.761  | 104     | 500    | 562    | 237       | 46        |
| Лопаре                | 14.689     | 13.267  | 1.310   | 48     | 31     | 23        | 10        |
| Љубиње                | 3.319      | 3.280   | 9       | 10     | 13     | 5         | 2         |
| Милићи                | 10.445     | 6.857   | 3.532   | 22     | 19     | 7         | 8         |
| Модрича               | 24.490     | 19.530  | 2.880   | 1.396  | 412    | 156       | 116       |
| Мркоњић Град          | 15.926     | 15.340  | 354     | 148    | 37     | 35        | 12        |
| Невесиње              | 12.542     | 11.964  | 508     | 27     | 18     | 18        | 7         |
| Нови Град             | 25.240     | 19.491  | 5.214   | 174    | 200    | 137       | 24        |
| Ново Горажде          | 2.915      | 1.561   | 1.317   | 2      | 22     | 6         | 7         |
| Осмаци                | 5.546      | 2.852   | 2.673   | 7      | 5      | 5         | 4         |
| Оштра Лука            | 2.705      | 2.510   | 23      | 149    | 8      | 12        | 3         |
| Пале                  | 20.359     | 19.932  | 165     | 126    | 70     | 53        | 13        |
| Пелагићево            | 4.358      | 3.146   | 13      | 1.182  | 9      | 3         | 5         |
| Петровац              | 354        | 351     | 0       | 0      | 3      | 0         | 0         |
| Петрово               | 6.317      | 6.222   | 6       | 34     | 30     | 21        | 4         |
| Приједор              | 80.916     | 54.365  | 22.303  | 1.666  | 1.495  | 718       | 369       |
| Прњавор               | 34.357     | 29.478  | 2.749   | 423    | 1.452  | 225       | 30        |
| Рибник                | 5.851      | 5.825   | 0       | 11     | 11     | 2         | 2         |
| Рогатица              | 10.302     | 9.217   | 1.009   | 18     | 41     | 12        | 5         |
| Рудо                  | 7.578      | 6.963   | 574     | 7      | 26     | 5         | 3         |
| Соколац               | 11.620     | 10.894  | 629     | 28     | 38     | 13        | 18        |
| Србац                 | 16.993     | 16.013  | 394     | 128    | 280    | 89        | 29        |
| Сребреница            | 11.698     | 5.467   | 6.122   | 14     | 59     | 22        | 14        |
| Теслић                | 37.236     | 28.166  | 6.887   | 1.346  | 454    | 339       | 44        |
| Требиње               | 28.239     | 26.484  | 863     | 295    | 398    | 180       | 19        |
| Трново                | 1.983      | 1.131   | 818     | 15     | 10     | 9         | 0         |
| Угљевик               | 15.118     | 13.007  | 1.999   | 42     | 36     | 21        | 13        |
| Фоча                  | 17.580     | 16.157  | 1.169   | 52     | 160    | 30        | 12        |
| Хан Пијесак           | 3.445      | 2.994   | 420     | 7      | 21     | 3         | 0         |
| Чајниче               | 4.679      | 3.806   | 835     | 6      | 24     | 3         | 5         |
| Челинац               | 15.117     | 14.508  | 395     | 48     | 122    | 35        | 9         |
| Шамац                 | 16.308     | 12.832  | 1.005   | 2.176  | 135    | 141       | 19        |
| Шековићи              | 6.326      | 6.187   | 103     | 8      | 12     | 5         | 8         |
| Шипово                | 9.969      | 9.302   | 578     | 26     | 34     | 24        | 5         |
| Укупно                | 1.170.342  | 970.857 | 148.477 | 26.509 | 14.641 | 7.861     | 1.997     |

## Територијални распоред становништва
Процес индустријализације и модернизације саобраћајне мреже након Другог светског рата нису значајније утицали на просторни размештај градских насеља, али су подстакли процес урбанизације. Наиме, развијени градски центри су се ширили и на околна рурална насеља и истовремено њихов број функција се повећавао. Поред тога, нека рурална насеља попримила су бројне урбане функције (изграђени индустријски погони, отворене трговине, амбуланте, школе, спортски терени и сл.) и имају тенденцију прерастања у градска насеља.
Највеће општине у Српској су (подаци из 2004. године):
- Општина Бања Лука 224.647 становника,
- Општина Бијељина 109.211 стан.,
- Општина Приједор 98.570 стан.,
- Општина Добој 80.464 стан.,
- Општина Градишка 61.440 стан.,
- Општина Зворник 51.688 стан.,
- Општина Прњавор 49.821 стан.,
- Општина Теслић 49.021 стан.,
- Општина Дервента 42.747 стан.,
- Општина Лакташи 40.311 стан.,
- Општина Козарска Дубица 34.916 стан.,
- Општина Требиње 31.299 стан.,
- Општина Нови Град 31.144 стан.,
- Општина Модрича 28.581 стан.,
- Општина Пале 26.959 стан.,
- Општина Фоча 25.489 стан.,

А најмање су:
- Општина Источни Дрвар 62 стан.,
- Општина Петровац 189 стан.,
- Општина Купрес (Република Српска) 483 стан.,
- Општина Источни Мостар 794 стан.,
- Општина Језеро 1.316 стан.,
- Општина Крупа на Уни 1.949 стан.,
- Општина Трново 2.594 стан.,
- Општина Берковићи 2.799 стан.,
- Општина Доњи Жабар 2.912 стан.,
- Општина Устипрача 3.095 стан.,
- Општина Источни Стари Град 3.185 стан.,
- Општина Оштра Лука 3.319 стан.,
- Општина Љубиње 4.258 стан.,
- Општина Осмаци 4.807 стан.,
- Општина Калиновик 4.871 стан.,
- Општина Хан Пијесак 4.902 стан.,

## Природно кретање становништва[15]
|                                                                                                 | Број становника (процјена) | Живорођени | Умрли   | Природна промјена | Стопа наталитета | Стопа морталитета | Природни прираштај | Стопа укупног фертилитета | Женско фертилно становништво (15-49 година) |
| ----------------------------------------------------------------------------------------------- | -------------------------- | ---------- | ------- | ----------------- | ---------------- | ----------------- | ------------------ | ------------------------- | ------------------------------------------- |
| 1991                                                                                            | 1.569.332                  | 21.337     | 12.266  | 9.071             | 13,6             | 7,8               | 5,8                | 1,72                      | 394.612                                     |
| 1992                                                                                            |                            |            |         |                   |                  |                   |                    |                           |                                             |
| 1993                                                                                            |                            |            |         |                   |                  |                   |                    |                           |                                             |
| 1994                                                                                            |                            |            |         |                   |                  |                   |                    |                           |                                             |
| 1995                                                                                            |                            |            |         |                   |                  |                   |                    |                           |                                             |
| 19961)                                                                                          | 1.247.464                  | 12.263     | 10.931  | 1.332             | 9,8              | 8,8               | 1,1                | 1,58                      | 279.954                                     |
| 19971)                                                                                          | 1.248.683                  | 13.757     | 11.755  | 2.002             | 11,0             | 9,4               | 1,6                | 1,78                      | 280.229                                     |
| 19981)                                                                                          | 1.250.490                  | 13.527     | 12.469  | 1.058             | 10,8             | 10,0              | 0,8                | 1,74                      | 280.635                                     |
| 19991)                                                                                          | 1.250.622                  | 14.500     | 12.529  | 1.971             | 11,6             | 10,0              | 1,6                | 1,87                      | 280.662                                     |
| 20001)                                                                                          | 1.249.838                  | 14.191     | 13.370  | 821               | 11,4             | 10,7              | 0,7                | 1,82                      | 280.487                                     |
| 20011)                                                                                          | 1.248.655                  | 13.699     | 13.434  | 265               | 11,0             | 10,8              | 0,2                | 1,77                      | 280.221                                     |
| 2002                                                                                            | 1.194.178                  | 12.336     | 12.980  | -644              | 10,3             | 10,9              | -0,5               | 1,66                      | 267.996                                     |
| 2003                                                                                            | 1.192.622                  | 10.537     | 12.988  | -2.451            | 8,8              | 10,9              | -2,1               | 1,42                      | 267.716                                     |
| 2004                                                                                            | 1.190.526                  | 10.628     | 13.082  | -2.454            | 8,9              | 11,0              | -2,1               | 1,44                      | 267.289                                     |
| 2005                                                                                            | 1.187.940                  | 10.322     | 13.802  | -3.480            | 8,7              | 11,6              | -2,9               | 1,39                      | 266.756                                     |
| 2006                                                                                            | 1.185.145                  | 10.524     | 13.232  | -2.708            | 8,9              | 11,2              | -2,3               | 1,42                      | 266.228                                     |
| 2007                                                                                            | 1.182.217                  | 10.110     | 14.146  | -4.036            | 8,6              | 12,0              | -3,4               | 1,36                      | 265.658                                     |
| 2008                                                                                            | 1.179.717                  | 10.198     | 13.501  | -3.303            | 8,6              | 11,4              | -2,8               | 1,37                      | 265.195                                     |
| 2009                                                                                            | 1.177.995                  | 10.603     | 13.775  | -3.172            | 9,0              | 11,7              | -2,7               | 1,42                      | 264.859                                     |
| 2010                                                                                            | 1.176.419                  | 10.147     | 13.517  | -3.370            | 8,6              | 11,5              | -2,9               | 1,36                      | 264.515                                     |
| 2011                                                                                            | 1.174.420                  | 9.561      | 13.658  | -4.097            | 8,1              | 11,6              | -3,5               | 1,28                      | 264.085                                     |
| 2012                                                                                            | 1.173.131                  | 9.978      | 13.796  | -3.818            | 8,5              | 11,8              | -3,3               | 1,34                      | 263.829                                     |
| 2013                                                                                            | 1.171.179                  | 9.510      | 13.978  | -4.468            | 8,1              | 11,9              | -3,8               | 1,29                      | 261.574                                     |
| 2014                                                                                            | 1.167.082                  | 9.335      | 14.409  | -5.074            | 8,0              | 12,3              | -4,3               | 1,28                      | 258.833                                     |
| 2015                                                                                            | 1.162.164                  | 9.357      | 15.059  | -5.702            | 8,1              | 13,0              | -4,9               | 1,29                      | 255.815                                     |
| 2016                                                                                            | 1.157.516                  | 9.452      | 13.970  | -4.518            | 8,2              | 12,1              | -3,9               | 1,32                      | 252.911                                     |
| 2017                                                                                            | 1.153.017                  | 9.339      | 14.663  | -5.324            | 8,1              | 12,7              | -4,6               | 1,31                      | 250.241                                     |
| 2018                                                                                            | 1.147.902                  | 9.568      | 14.763  | -5.195            | 8,3              | 12,9              | -4,5               | 1,37                      | 247.599                                     |
| 2019                                                                                            | 1.142.495                  | 9.272      | 15.081  | -5.809            | 8,1              | 13,2              |                    |                           |                                             |
| 2020                                                                                            | 1.136.274                  | 9.161      | 16.582  | -7.421            | 8,1              | 14,6              | -6,5               |                           |                                             |
| 2021                                                                                            | 1.128.309                  | 9.274      | 19.002  | -9.728            | 8,2              | 16,8              | -8,6               |                           |                                             |
| 2022                                                                                            | 1.120.236                  | 9.118      | 16.263  | -7.145            | 8,1              | 14,5              | -6,4               |                           |                                             |
| 2023                                                                                            | 1.114.819                  | 9.309      | 13.508  | -4.199            |                  |                   | -3,7               | 1,45                      |                                             |
| 2024                                                                                            | 1.109.910                  | 9.227      | 14.136  | -4.909            | 8,3              | 12,7              | -4,4               | 1,47                      |                                             |
|                                                                                                 | Број становника (процјена) | Живорођени | Умрли   | Природна промјена | Стопа наталитета | Стопа морталитета | Природни прираштај | Стопа укупног фертилитета | Женско фертилно становништво (15-49 година) |
| Укупно 1996-2018                                                                                |                            | 253.442    | 309.807 | -56.365           | 212,2            | 259,4             | -47,2              |                           |                                             |
| Просјек 1996-2018                                                                               | 1.194.301                  | 11.019     | 13.470  | -2.451            | 9,2              | 11,3              | -2,1               | 1,48                      | 266.665                                     |
| 1)Дио територије Брчко Дистрикта је био у саставу Републике Српске између 1996. и 2001. године. |                            |            |         |                   |                  |                   |                    |                           |                                             |

### Тренутна витална статистика[24]
Рођени
- Јануар - Март 2019 =  2.090
- Јануар - Март 2020 =  1.935
- Разлика између броја рођених у 2019. и 2020. години (Јануар - Март) =   -155 (-7,42%)

Умрли    
- Јануар - Март 2019 =  4.440
- Јануар - Март 2020 =  3.876
- Разлика између броја умрлих у 2019. и 2020. години (Јануар - Март) =   -564 (-12,70%)

Природни прираштај
- Јануар - Март 2019 =  -2.350
- Јануар - Март 2020 =  -1.941
- Разлика између природног прираштаја у 2019. и 2020. години (Јануар - Март) =   +409